# The LEGO Movie 2 Videogame
The LEGO Movie 2 Videogame è un videogioco di azione-avventura e sandbox sviluppato da Traveller's Tales e pubblicato da Warner Bros. Interactive Entertainment per Playstation 4, Xbox One, Microsoft Windows e Nintendo Switch a partire dal 1º marzo 2019. Il titolo è successivamente uscito per macOS il 14 marzo 2019. Il gioco segue la trama del film d'animazione The LEGO Movie 2 - Una nuova avventura.

## Trama
Il gioco segue gli eventi del film The LEGO Movie 2 - Una nuova avventura a parte alcuni cambiamenti alla trama del film per via del secondo giocatore (es Lucy non viene rapita nel gioco e parte insieme a Emmet).

## Modalità di gioco
La modalità di gioco è molto simile a quella degli altri giochi LEGO. Il gioco mette i giocatori al comando dei vari personaggi del film, facendo uso di pezzi Lego per farsi strada attraverso diversi livelli, la novità di questo gioco sono le creazioni mastro costruttore cioè la possibilità degli oggetti e costruzioni per completare le varie missioni seguendo la meccanica di LEGO Worlds (un altro gioco realizzato dalla Traveller's Tales).